# Антуан де Водемон
Антуан Лотарингский (приблизительно 1400 — 22 марта 1458) — граф Водемона, сир де Жуанвиль, граф Омальский и барон д’Эльбёф из Лотарингского дома.

## Биография
Антуан был единственным сыном Ферри Лотарингского, принадлежавшего к младшей ветви династии, но получившего благодаря выгодному браку графство Водемон и сеньорию Жуанвиль, и Маргариты де Жуанвиль. У его дяди, герцога Лотарингского Карла, не было сыновей, и поэтому Антуан претендовал на статус наследника герцогства, но Карл передал соответствующие права своему зятю Рене Доброму, герцогу Анжуйскому. Дело дошло до войны, в которой граф Водемон отбил атаки своего дяди благодаря союзу с Филиппом Добрым, герцогом Бургундским.
В 1431 году Карл Лотарингский умер. Антуан смог разбить Рене Анжуйского в большом сражении и взять его в плен, но тут в конфликт вмешался на стороне Рене император Сигизмунд. Антуану пришлось отказаться от своих претензий на герцогство. Его сын Ферри женился на дочери Рене Иоланде, и благодаря этому браку потомки Антуана по мужской линии, начиная с внука, Рене II, всё же стали герцогами Лотарингии.

## Семья
12 августа 1416 года Антуан де Водемон женился на Марии д’Аркур, дочери Жана VII, графа д’Аркур, и Марии Алансонской. В этом браке родились:
- Ферри (1428—1470), граф де Водемон и сир де Жуанвиль[2];
- Жан VIII (умер в 1473 году), граф д’Омаль и барон д’Эльбёф[2];
- Анри (умер в 1505 году), епископ Теруаня, позже — епископ Меца[2];
- Мария (умерла в 1455 году), жена Алена IX, виконта де Роган[2];
- Маргарита (умерла после 1477 года), жена Антуана I де Крой, графа де Шато-Порсьен и де Гин[2];
- Филипп[2];
- Луи[2];
- Маргарита[2];
- Катрин[2].